# Nagasaki-Hauptlinie
| Nagasaki-Hauptlinie                      | Nagasaki-Hauptlinie |
| ---------------------------------------- | ------------------- |
| Zug der Baureihe 885 im Bahnhof Nagasaki |                     |
|                                          |                     |
| Streckenlänge:                           | 148,8 km            |
| Spurweite:                               | 1067 mm (Kapspur)   |
| Stromsystem:                             | 20000 ~             |
|                                          |                     |

Die Nagasaki-Hauptlinie (jap. 長崎本線, Nagasaki-honsen) ist eine japanische Eisenbahnstrecke, die zwischen den Bahnhöfen Tosu in der Präfektur Saga und Nagasaki in der Präfektur Nagasaki verläuft und von der Kyushu Railway Company (JR Kyushu) betrieben wird. 

## Daten
- Länge: 148,8 km
- Spurweite: 1067 mm
- Anzahl der Stationen: 41